# Élections départementales de 2015 dans le Lot
Les élections départementales ont lieu les 22 et 29 mars 2015.

## Contexte départemental

### Assemblée départementale sortante
Avant les élections, le conseil général du Lot est présidé par Serge Rigal (PS). Il comprend 31 conseillers généraux issus des 31 cantons du Lot. Après le redécoupage cantonal de 2014, ce sont 34 conseillers départementaux qui seront élus au sein des 17 nouveaux cantons du Lot.

Liste des cantons
1- Cahors-1, 2- Cahors-2, 3- Cahors-3, 4- Causse et Bouriane, 5- Causse et Vallées, 6- Cère et Ségala, 7- Figeac-1, 8- Figeac-2, 9- Gourdon, 10- Gramat, 11- Lacapelle-Marival, 12- Luzech, 13- Marches du Sud-Quercy, 14- Martel, 15- Puy-l'Évêque, 16- Saint-Céré, 17- Souillac

| Parti                                | Sigle | Sigle | Élus |
| ------------------------------------ | ----- | ----- | ---- |
| Majorité (26 sièges)                 |       |       |      |
| Parti socialiste                     |       | PS    | 14   |
| Parti radical de gauche              |       | PRG   | 7    |
| Divers gauche                        |       | DVG   | 4    |
| Parti communiste français            |       | PCF   | 1    |
| Parti de gauche                      |       | PG    | 1    |
| Opposition (4 sièges)                |       |       |      |
| Divers droite                        |       | DVD   | 2    |
| Union pour un mouvement populaire    |       | UMP   | 1    |
| Union des démocrates et indépendants |       | UDI   | 1    |
| Président du conseil général         |       |       |      |
| Serge Rigal (PS)                     |       |       |      |

### Assemblée départementale élue
| Parti                              | Sigle | Sigle | Élus |
| ---------------------------------- | ----- | ----- | ---- |
| Majorité (30 sièges)               |       |       |      |
| Parti socialiste                   |       | PS    | 15   |
| Divers gauche                      |       | DVG   | 9    |
| Parti radical de gauche            |       | PRG   | 6    |
| Opposition (4 sièges)              |       |       |      |
| Divers droite                      |       | DVD   | 4    |
| Président du conseil départemental |       |       |      |
| Serge Rigal (PS)                   |       |       |      |

## Résultats à l'échelle du département

### Résultats par nuances du ministère de l'Intérieur
Les nuances utilisées par le ministère de l'Intérieur ne tiennent pas compte des alliances locales.
| Binômes     | Binômes            | Premier tour | Premier tour | Second tour | Second tour | Sièges |
| Binômes     | Binômes            | Voix         | %            | Voix        | %           | Sièges |
| ----------- | ------------------ | ------------ | ------------ | ----------- | ----------- | ------ |
|             | DVG                | 11 832       | 16,01        | 7 972       | 14,09       | 8      |
|             | PS                 | 11 786       | 15,94        | 14 654      | 25,90       | 10     |
|             | FG                 | 10 782       | 14,59        | 1 237       | 2,19        | 0      |
|             | Union de la gauche | 9 207        | 12,46        | 10 861      | 19,19       | 10     |
|             | PRG                | 1 357        | 1,84         | 2 103       | 3,72        | 2      |
| Gauche      | Gauche             | 44 964       | 60,84        | 36 827      | 65,09       | 30     |
|             |                    |              |              |             |             |        |
|             | FN                 | 15 095       | 20,42        | 5 953       | 10,52       | 0      |
|             |                    |              |              |             |             |        |
|             | DVD                | 8 269        | 11,19        | 7 327       | 12,95       | 4      |
|             | UDI                | 2 615        | 3,54         | 4 423       | 7,82        | 0      |
|             | UMP                | 2 137        | 2,89         | 2 053       | 3,63        | 0      |
| Droite      | Droite             | 13 021       | 17,62        | 13 803      | 24,40       | 4      |
|             |                    |              |              |             |             |        |
|             | Divers             | 842          | 1,14         |             |             |        |
|             |                    |              |              |             |             |        |
| Inscrits    | Inscrits           | 135 665      | 100,00       | 111 197     | 100,00      |        |
| Abstentions | Abstentions        | 55 040       | 40,57        | 46 712      | 42,01       |        |
| Votants     | Votants            | 80 625       | 59,43        | 64 485      | 57,99       |        |
| Blancs      | Blancs             | 4 091        | 5,07         | 4 781       | 7,41        |        |
| Nuls        | Nuls               | 2 612        | 3,24         | 3 121       | 4,84        |        |
| Exprimés    | Exprimés           | 73 922       | 91,69        | 56 583      | 87,75       |        |

### Résultats par canton
| Canton                   | Conseiller sortant      | Parti                      | Parti       | Conseiller élu      | Parti           | Parti           |
| ------------------------ | ----------------------- | -------------------------- | ----------- | ------------------- | --------------- | --------------- |
| Bretenoux                | Albert Salle *          |                            | PCF         | Canton supprimé     | Canton supprimé | Canton supprimé |
| Cahors-Nord-Est          | Geneviève Lagarde       |                            | PS          | Canton supprimé     | Canton supprimé | Canton supprimé |
| Cahors-Nord-Ouest        | Serge Munté             |                            | PS          | Canton supprimé     | Canton supprimé | Canton supprimé |
| Cahors-Sud               | Gérard Miquel *         |                            | PS          | Canton supprimé     | Canton supprimé | Canton supprimé |
| Cahors-1                 | Canton créé             | Canton créé                | Canton créé | Martine Hilt        |                 | SE              |
| Cahors-1                 | Canton créé             | Canton créé                | Canton créé | Denis Marre         |                 | SE              |
| Cahors-2                 | Canton créé             | Canton créé                | Canton créé | Geneviève Lagarde   |                 | PS              |
| Cahors-2                 | Canton créé             | Canton créé                | Canton créé | Serge Nouailles     |                 | DVG             |
| Cahors-3                 | Canton créé             | Canton créé                | Canton créé | Vincent Bouillaguet |                 | PS              |
| Cahors-3                 | Canton créé             | Canton créé                | Canton créé | Nelly Ginestet      |                 | PS              |
| Cajarc                   | Jean-Jacques Raffy      |                            | DVG         | Canton supprimé     | Canton supprimé | Canton supprimé |
| Castelnau-Montratier     | Jean-Claude Bessou      |                            | PRG         | Canton supprimé     | Canton supprimé | Canton supprimé |
| Catus                    | Serge Rigal             |                            | PS          | Canton supprimé     | Canton supprimé | Canton supprimé |
| Causse et Bouriane       | Canton créé             | Canton créé                | Canton créé | Danielle Deviers    |                 | PS              |
| Causse et Bouriane       | Canton créé             | Canton créé                | Canton créé | Serge Rigal         |                 | PS              |
| Causse et Vallées        | Canton créé             | Canton créé                | Canton créé | Françoise Lapergue  |                 | DVG             |
| Causse et Vallées        | Canton créé             | Canton créé                | Canton créé | Jean-Jacques Raffy  |                 | DVG             |
| Cazals                   | André Bargues           |                            | PS          | Canton supprimé     | Canton supprimé | Canton supprimé |
| Cère et Ségala           | Canton créé             | Canton créé                | Canton créé | Jean-Pierre Boucard |                 | PS              |
| Cère et Ségala           | Canton créé             | Canton créé                | Canton créé | Angèle Preville     |                 | PS              |
| Figeac-Est               | Nicole Paulo            |                            | PS          | Canton supprimé     | Canton supprimé | Canton supprimé |
| Figeac-Ouest             | André Mellinger         |                            | PS          | Canton supprimé     | Canton supprimé | Canton supprimé |
| Figeac-1                 | Canton créé             | Canton créé                | Canton créé | Marie-France Colomb |                 | PS              |
| Figeac-1                 | Canton créé             | Canton créé                | Canton créé | André Mellinger     |                 | PS              |
| Figeac-2                 | Canton créé             | Canton créé                | Canton créé | Guillaume Baldy     |                 | PRG             |
| Figeac-2                 | Canton créé             | Canton créé                | Canton créé | Nicole Paulo        |                 | PS              |
| Gourdon                  | Étienne Bonnefond *     |                            | PRG         | Nathalie Denis      |                 | PRG             |
| Gourdon                  | Étienne Bonnefond *     | Robert Lacombe             | PRG         |                     | PRG             |                 |
| Gramat                   | Maxime Verdier          |                            | PS          | Caroline Mey-Fau    |                 | PS              |
| Gramat                   | Maxime Verdier          | Maxime Verdier             | PS          |                     | PS              |                 |
| Labastide-Murat          | Aurélien Pradié *       |                            | UMP         | Canton supprimé     | Canton supprimé | Canton supprimé |
| Lacapelle-Marival        | Georges Frescaline *    |                            | PRG         | Pascal Lewicki      |                 | DVG             |
| Lacapelle-Marival        | Georges Frescaline *    | Catherine Prunet           | PRG         |                     | DVG             |                 |
| Lalbenque                | Jacques Pouget *        |                            | PS          | Canton supprimé     | Canton supprimé | Canton supprimé |
| Latronquière             | Jean-Claude Calméjane * |                            | DVG         | Canton supprimé     | Canton supprimé | Canton supprimé |
| Lauzès                   | Gérard Gary *           |                            | PS          | Canton supprimé     | Canton supprimé | Canton supprimé |
| Limogne-en-Quercy        | Gérard Amigues *        |                            | PS          | Canton supprimé     | Canton supprimé | Canton supprimé |
| Livernon                 | Serge Despeyroux        |                            | PG          | Canton supprimé     | Canton supprimé | Canton supprimé |
| Luzech                   | Marc Gastal             |                            | DVG         | Marc Gastal         |                 | DVG             |
| Luzech                   | Marc Gastal             | Maryse Maury               | DVG         |                     | PRG             |                 |
| Marches du Sud-Quercy    | Canton créé             | Canton créé                | Canton créé | Jean-Claude Bessou  |                 | PRG             |
| Marches du Sud-Quercy    | Canton créé             | Canton créé                | Canton créé | Catherine Marlas    |                 | PS              |
| Martel                   | Jean-Claude Requier *   |                            | PRG         | Christian Delrieu   |                 | DVD             |
| Martel                   | Jean-Claude Requier *   | Michèle Fournier-Bourgeade | PRG         |                     | DVD             |                 |
| Montcuq                  | Jeannine Ausset *       |                            | PRG         | Canton supprimé     | Canton supprimé | Canton supprimé |
| Payrac                   | Bernard Choulet *       |                            | PRG         | Canton supprimé     | Canton supprimé | Canton supprimé |
| Puy-l'Évêque             | Serge Bladinières       |                            | PRG         | Serge Bladinières   |                 | PRG             |
| Puy-l'Évêque             | Serge Bladinières       | Véronique Chassain         | PRG         |                     | PS              |                 |
| Saint-Céré               | Pierre Destic *         |                            | DVD         | Dominique Bizat     |                 | DVG             |
| Saint-Céré               | Pierre Destic *         | Olivier Desbordes          | DVD         |                     | PS              |                 |
| Saint-Germain-du-Bel-Air | Danielle Deviers        |                            | PS          | Canton supprimé     | Canton supprimé | Canton supprimé |
| Saint-Géry               | Michel Roumégoux        |                            | UDI         | Canton supprimé     | Canton supprimé | Canton supprimé |
| Salviac                  | Yves Périé *            |                            | PS          | Canton supprimé     | Canton supprimé | Canton supprimé |
| Souillac                 | André Lestrade *        |                            | DVG         | Monique Boutinaud   |                 | DVG             |
| Souillac                 | André Lestrade *        | Gilles Liebus              | DVG         |                     | DVG             |                 |
| Sousceyrac               | Jean-Pierre Boucard     |                            | PS          | Canton supprimé     | Canton supprimé | Canton supprimé |
| Vayrac                   | Christian Delrieu       |                            | DVD         | Canton supprimé     | Canton supprimé | Canton supprimé |

* Conseillers généraux sortants ne se représentant pas

## Résultats par canton

### Canton de Cahors-1
| Candidats            | Candidats           | Partis      | Partis      | Premier tour | Premier tour | Second tour | Second tour |
| Candidats            | Candidats           | Partis      | Partis      | Voix         | %            | Voix        | %           |
| -------------------- | ------------------- | ----------- | ----------- | ------------ | ------------ | ----------- | ----------- |
| 1                    | Bruno Lervoire      |             | FN          | 789          | 19,43        |             |             |
| 1                    | Prudence Thierret   |             | FN          | 789          | 19,43        |             |             |
| 2                    | Martine Hilt        |             | SE          | 1 396        | 34,38        | 2 250       | 55,8        |
| 2                    | Denis Marre         |             | SE          | 1 396        | 34,38        | 2 250       | 55,8        |
| 3                    | Jean-Claude Caron   |             | EÉLV        | 557          | 13,72        |             |             |
| 3                    | Yannick Le Quentrec |             | PCF         | 557          | 13,72        |             |             |
| 4                    | Leyla Kadri         |             | PS          | 1 319        | 32,48        | 1 782       | 44,2        |
| 4                    | Serge Munte*        |             | PS          | 1 319        | 32,48        | 1 782       | 44,2        |
|                      |                     |             |             |              |              |             |             |
| Inscrits             | Inscrits            | Inscrits    | Inscrits    | 7 982        | 100,00       | 7 982       | 100,00      |
| Abstentions          | Abstentions         | Abstentions | Abstentions | 3 693        | 46,27        | 3 602       | 45,13       |
| Votants              | Votants             | Votants     | Votants     | 4 289        | 53,73        | 4 380       | 54,87       |
| Blancs               | Blancs              | Blancs      | Blancs      | 140          | 3,26         | 188         | 4,29        |
| Nuls                 | Nuls                | Nuls        | Nuls        | 88           | 2,05         | 160         | 3,65        |
| Exprimés             | Exprimés            | Exprimés    | Exprimés    | 4 061        | 94,68        | 4 032       | 92,05       |
| * conseiller sortant |                     |             |             |              |              |             |             |

### Canton de Cahors-2
| Candidats            | Candidats               | Partis      | Partis      | Premier tour | Premier tour | Second tour | Second tour |
| Candidats            | Candidats               | Partis      | Partis      | Voix         | %            | Voix        | %           |
| -------------------- | ----------------------- | ----------- | ----------- | ------------ | ------------ | ----------- | ----------- |
| 1                    | Serge Laybros           |             | PCF         | 562          | 16,01        |             |             |
| 1                    | Christine Martinet      |             | EÉLV        | 562          | 16,01        |             |             |
| 2                    | Ange Caci               |             | FN          | 614          | 17,49        |             |             |
| 2                    | Julia Pelissier         |             | FN          | 614          | 17,49        |             |             |
| 3                    | Martine Fournier        |             | UDI         | 666          | 18,97        | 1 415       | 44,01       |
| 3                    | Michel Roumégoux*       |             | UDI         | 666          | 18,97        | 1 415       | 44,01       |
| 4                    | Jean-Pierre Cortvriendt |             | UMP         | 344          | 9,80         |             |             |
| 4                    | Joëlle Debruyne         |             | UMP         | 344          | 9,80         |             |             |
| 5                    | Geneviève Lagarde*      |             | PS          | 1 324        | 37,72        | 1 800       | 55,99       |
| 5                    | Serge Nouailles         |             | DVG         | 1 324        | 37,72        | 1 800       | 55,99       |
|                      |                         |             |             |              |              |             |             |
| Inscrits             | Inscrits                | Inscrits    | Inscrits    | 6 702        | 100,00       | 6 703       | 100,00      |
| Abstentions          | Abstentions             | Abstentions | Abstentions | 2 988        | 44,58        | 3 115       | 46,47       |
| Votants              | Votants                 | Votants     | Votants     | 3 714        | 55,42        | 3 588       | 53,53       |
| Blancs               | Blancs                  | Blancs      | Blancs      | 114          | 3,07         | 214         | 5,96        |
| Nuls                 | Nuls                    | Nuls        | Nuls        | 90           | 2,42         | 159         | 4,43        |
| Exprimés             | Exprimés                | Exprimés    | Exprimés    | 3 510        | 94,51        | 3 215       | 89,6        |
| * conseiller sortant |                         |             |             |              |              |             |             |

### Canton de Cahors-3
| Candidats   | Candidats                 | Partis      | Partis      | Premier tour | Premier tour | Second tour | Second tour |
| Candidats   | Candidats                 | Partis      | Partis      | Voix         | %            | Voix        | %           |
| ----------- | ------------------------- | ----------- | ----------- | ------------ | ------------ | ----------- | ----------- |
| 1           | Lucien Blanc              |             | UMP         | 425          | 10,22        |             |             |
| 1           | Sonia Marouani            |             | UMP         | 425          | 10,22        |             |             |
| 2           | Béatrice Cubaynes-Arnt    |             | DVD         | 497          | 11,95        |             |             |
| 2           | Patrick Nodarie           |             | DVD         | 497          | 11,95        |             |             |
| 3           | Honoriline Niuliki        |             | FN          | 948          | 22,80        | 1 262       | 31,72       |
| 3           | René Ortis                |             | FN          | 948          | 22,80        | 1 262       | 31,72       |
| 4           | Vincent Bouillaguet       |             | PS          | 1 420        | 34,15        | 2 717       | 68,28       |
| 4           | Nelly Ginestet            |             | PS          | 1 420        | 34,15        | 2 717       | 68,28       |
| 5           | Élise Duplessis-Kergomard |             | PRG         | 197          | 4,74         |             |             |
| 5           | Gilles Michot             |             | PRG         | 197          | 4,74         |             |             |
| 6           | Denis Morchais            |             | EÉLV        | 671          | 16,14        |             |             |
| 6           | Marie Piqué               |             | PCF         | 671          | 16,14        |             |             |
|             |                           |             |             |              |              |             |             |
| Inscrits    | Inscrits                  | Inscrits    | Inscrits    | 8 392        | 100,00       | 8 392       | 100,00      |
| Abstentions | Abstentions               | Abstentions | Abstentions | 3 928        | 46,81        | 3 839       | 45,75       |
| Votants     | Votants                   | Votants     | Votants     | 4 464        | 53,19        | 4 553       | 54,25       |
| Blancs      | Blancs                    | Blancs      | Blancs      | 163          | 3,65         | 399         | 8,76        |
| Nuls        | Nuls                      | Nuls        | Nuls        | 143          | 3,2          | 175         | 3,84        |
| Exprimés    | Exprimés                  | Exprimés    | Exprimés    | 4 158        | 93,15        | 3 979       | 87,39       |

### Canton de Causse et Bouriane
| Candidats            | Candidats         | Partis      | Partis      | Premier tour | Premier tour |
| Candidats            | Candidats         | Partis      | Partis      | Voix         | %            |
| -------------------- | ----------------- | ----------- | ----------- | ------------ | ------------ |
| 1                    | Monique Goussu    |             | FN          | 1 145        | 29,37        |
| 1                    | Emeric Zeller     |             | FN          | 1 145        | 29,37        |
| 2                    | Danielle Deviers* |             | PS          | 1 998        | 51,26        |
| 2                    | Serge Rigal*      |             | PS          | 1 998        | 51,26        |
| 3                    | Pierre Beauvois   |             | PCF         | 755          | 19,37        |
| 3                    | Fanny Beggiato    |             | FG          | 755          | 19,37        |
|                      |                   |             |             |              |              |
| Inscrits             | Inscrits          | Inscrits    | Inscrits    | 7 784        | 100,00       |
| Abstentions          | Abstentions       | Abstentions | Abstentions | 3 095        | 39,76        |
| Votants              | Votants           | Votants     | Votants     | 4 689        | 60,24        |
| Blancs               | Blancs            | Blancs      | Blancs      | 448          | 9,55         |
| Nuls                 | Nuls              | Nuls        | Nuls        | 343          | 7,31         |
| Exprimés             | Exprimés          | Exprimés    | Exprimés    | 3 898        | 83,13        |
| * conseiller sortant |                   |             |             |              |              |

### Canton de Causse et Vallées
| Candidats            | Candidats           | Partis      | Partis      | Premier tour | Premier tour |
| Candidats            | Candidats           | Partis      | Partis      | Voix         | %            |
| -------------------- | ------------------- | ----------- | ----------- | ------------ | ------------ |
| 1                    | Françoise Lapergue  |             | DVG         | 2 470        | 58,12        |
| 1                    | Jean-Jacques Raffy* |             | DVG         | 2 470        | 58,12        |
| 2                    | Pierre Dufour       |             | PG          | 865          | 20,35        |
| 2                    | Carmen Nehrkorn     |             | PCF         | 865          | 20,35        |
| 3                    | Nathalie Font       |             | FN          | 915          | 21,53        |
| 3                    | Jacques Smets       |             | FN          | 915          | 21,53        |
|                      |                     |             |             |              |              |
| Inscrits             | Inscrits            | Inscrits    | Inscrits    | 7 737        | 100,00       |
| Abstentions          | Abstentions         | Abstentions | Abstentions | 2 700        | 34,90        |
| Votants              | Votants             | Votants     | Votants     | 5 037        | 65,10        |
| Blancs               | Blancs              | Blancs      | Blancs      | 618          | 12,27        |
| Nuls                 | Nuls                | Nuls        | Nuls        | 169          | 3,36         |
| Exprimés             | Exprimés            | Exprimés    | Exprimés    | 4 250        | 84,38        |
| * conseiller sortant |                     |             |             |              |              |

### Canton de Cère et Ségala
| Candidats            | Candidats              | Partis      | Partis      | Premier tour | Premier tour | Second tour | Second tour |
| Candidats            | Candidats              | Partis      | Partis      | Voix         | %            | Voix        | %           |
| -------------------- | ---------------------- | ----------- | ----------- | ------------ | ------------ | ----------- | ----------- |
| 1                    | Jean-Pierre Boucard*   |             | PS          | 1 209        | 26,84        | 3 009       | 72,26       |
| 1                    | Angèle Préville        |             | PS          | 1 209        | 26,84        | 3 009       | 72,26       |
| 2                    | Olivier Guittard       |             | SE          | 495          | 10,99        |             |             |
| 2                    | Isabelle Labaigt-Benne |             | SE          | 495          | 10,99        |             |             |
| 3                    | Francis Ayroles        |             | DVG         | 726          | 16,12        |             |             |
| 3                    | Sylvie Bonhomme        |             | DVG         | 726          | 16,12        |             |             |
| 4                    | François Biassette     |             | DVG         | 719          | 15,96        |             |             |
| 4                    | Catherine Martinez     |             | DVG         | 719          | 15,96        |             |             |
| 5                    | Françoise Bouret       |             | PG          | 536          | 11,90        |             |             |
| 5                    | Patrice Vidieu         |             | PG          | 536          | 11,90        |             |             |
| 6                    | Michel Aussel-Lagarde  |             | FN          | 819          | 18,18        | 1 155       | 27,74       |
| 6                    | Ingrid Boutsen         |             | FN          | 819          | 18,18        | 1 155       | 27,74       |
|                      |                        |             |             |              |              |             |             |
| Inscrits             | Inscrits               | Inscrits    | Inscrits    | 7 971        | 100,00       | 7 971       | 100,00      |
| Abstentions          | Abstentions            | Abstentions | Abstentions | 3 144        | 39,44        | 3 127       | 39,23       |
| Votants              | Votants                | Votants     | Votants     | 4 827        | 60,56        | 4 844       | 60,77       |
| Blancs               | Blancs                 | Blancs      | Blancs      | 193          | 4            | 436         | 9           |
| Nuls                 | Nuls                   | Nuls        | Nuls        | 130          | 2,69         | 244         | 5,04        |
| Exprimés             | Exprimés               | Exprimés    | Exprimés    | 4 504        | 93,31        | 4 164       | 85,96       |
| * conseiller sortant |                        |             |             |              |              |             |             |

### Canton de Figeac-1
| Candidats   | Candidats                | Partis      | Partis      | Premier tour | Premier tour | Second tour | Second tour |
| Candidats   | Candidats                | Partis      | Partis      | Voix         | %            | Voix        | %           |
| ----------- | ------------------------ | ----------- | ----------- | ------------ | ------------ | ----------- | ----------- |
| 1           | Philippe Brouqui         |             | DVG         | 596          | 14,10        |             |             |
| 1           | Martine Lagarde          |             | DVG         | 596          | 14,10        |             |             |
| 2           | Christianne Sercomanens  |             | PCF         | 444          | 10,50        |             |             |
| 2           | Antoine Soto             |             | EÉLV        | 444          | 10,50        |             |             |
| 3           | Marie-France Colomb      |             | PS          | 1 601        | 37,88        | 2 200       | 58,43       |
| 3           | André Mellinger          |             | PS          | 1 601        | 37,88        | 2 200       | 58,43       |
| 4           | Magali Ferluc            |             | UDI         | 950          | 22,47        | 1 565       | 41,57       |
| 4           | Antoine Loredo           |             | UDI         | 950          | 22,47        | 1 565       | 41,57       |
| 5           | Kevin Aubry              |             | FN          | 636          | 15,05        |             |             |
| 5           | Marie-Françoise Thiébaut |             | FN          | 636          | 15,05        |             |             |
|             |                          |             |             |              |              |             |             |
| Inscrits    | Inscrits                 | Inscrits    | Inscrits    | 7 670        | 100,00       | 7 670       | 100,00      |
| Abstentions | Abstentions              | Abstentions | Abstentions | 3 174        | 41,38        | 3 365       | 43,87       |
| Votants     | Votants                  | Votants     | Votants     | 4 496        | 58,62        | 4 305       | 56,13       |
| Blancs      | Blancs                   | Blancs      | Blancs      | 154          | 3,43         | 329         | 7,64        |
| Nuls        | Nuls                     | Nuls        | Nuls        | 115          | 2,56         | 211         | 4,9         |
| Exprimés    | Exprimés                 | Exprimés    | Exprimés    | 4 227        | 94,02        | 3 765       | 87,46       |

### Canton de Figeac-2
| Candidats   | Candidats            | Partis      | Partis      | Premier tour | Premier tour | Second tour | Second tour |
| Candidats   | Candidats            | Partis      | Partis      | Voix         | %            | Voix        | %           |
| ----------- | -------------------- | ----------- | ----------- | ------------ | ------------ | ----------- | ----------- |
| 1           | Jean-Baptiste Delage |             | DVG         | 388          | 9,42         |             |             |
| 1           | Patricia Gontier     |             | DVG         | 388          | 9,42         |             |             |
| 2           | Marie-Claire Alarcon |             | FN          | 713          | 17,32        |             |             |
| 2           | Julien Four          |             | FN          | 713          | 17,32        |             |             |
| 3           | Jérôme Delmas        |             | PCF         | 417          | 10,13        |             |             |
| 3           | Marie-Claire Luciani |             | EÉLV        | 417          | 10,13        |             |             |
| 4           | Guillaume Baldy      |             | PRG         | 1 696        | 41,2         | 2 178       | 59,64       |
| 4           | Nicole Paulo         |             | PS          | 1 696        | 41,2         | 2 178       | 59,64       |
| 5           | Aurélie Barateau     |             | DVD         | 903          | 21,93        | 1 474       | 40,36       |
| 5           | Jean-Paul Monthioux  |             | DVD         | 903          | 21,93        | 1 474       | 40,36       |
|             |                      |             |             |              |              |             |             |
| Inscrits    | Inscrits             | Inscrits    | Inscrits    | 7 682        | 100,00       | 7 682       | 100,00      |
| Abstentions | Abstentions          | Abstentions | Abstentions | 3 263        | 42,48        | 3 557       | 46,3        |
| Votants     | Votants              | Votants     | Votants     | 4 419        | 57,52        | 4 125       | 53,7        |
| Blancs      | Blancs               | Blancs      | Blancs      | 175          | 3,96         | 306         | 7,42        |
| Nuls        | Nuls                 | Nuls        | Nuls        | 127          | 2,87         | 167         | 4,05        |
| Exprimés    | Exprimés             | Exprimés    | Exprimés    | 4 117        | 93,17        | 3 652       | 88,53       |

### Canton de Gourdon
| Candidats            | Candidats             | Partis      | Partis      | Premier tour | Premier tour | Second tour | Second tour |
| Candidats            | Candidats             | Partis      | Partis      | Voix         | %            | Voix        | %           |
| -------------------- | --------------------- | ----------- | ----------- | ------------ | ------------ | ----------- | ----------- |
| 1                    | Jérôme Cote           |             | FN          | 1 095        | 21,62        |             |             |
| 1                    | Irène Gaspar-Teixeira |             | FN          | 1 095        | 21,62        |             |             |
| 2                    | Paola Benastre        |             | UDI         | 913          | 18,03        |             |             |
| 2                    | Patrice Maury         |             | UDI         | 913          | 18,03        |             |             |
| 3                    | Viviane Iragnès-Colin |             | PCF         | 626          | 12,36        |             |             |
| 3                    | Pascal Pavan          |             | EÉLV        | 626          | 12,36        |             |             |
| 4                    | André Bargues*        |             | PS          | 1 271        | 25,09        | 1 903       | 47,5        |
| 4                    | Nadine Saoudi         |             | PS          | 1 271        | 25,09        | 1 903       | 47,5        |
| 5                    | Nathalie Denis        |             | PRG         | 1 160        | 22,9         | 2 103       | 52,5        |
| 5                    | Robert Lacombe        |             | PRG         | 1 160        | 22,9         | 2 103       | 52,5        |
|                      |                       |             |             |              |              |             |             |
| Inscrits             | Inscrits              | Inscrits    | Inscrits    | 9 426        | 100,00       | 9 425       | 100,00      |
| Abstentions          | Abstentions           | Abstentions | Abstentions | 3 979        | 42,21        | 4 277       | 45,38       |
| Votants              | Votants               | Votants     | Votants     | 5 447        | 57,79        | 5 148       | 54,62       |
| Blancs               | Blancs                | Blancs      | Blancs      | 228          | 4,19         | 627         | 12,18       |
| Nuls                 | Nuls                  | Nuls        | Nuls        | 154          | 2,83         | 515         | 10          |
| Exprimés             | Exprimés              | Exprimés    | Exprimés    | 5 065        | 92,99        | 4 006       | 77,82       |
| * conseiller sortant |                       |             |             |              |              |             |             |

### Canton de Gramat
| Candidats   | Candidats         | Partis      | Partis      | Premier tour | Premier tour | Second tour | Second tour |
| Candidats   | Candidats         | Partis      | Partis      | Voix         | %            | Voix        | %           |
| ----------- | ----------------- | ----------- | ----------- | ------------ | ------------ | ----------- | ----------- |
| 1           | Jean-Marc Bouvet  |             | PCF         | 363          | 9,73         |             |             |
| 1           | Virginie Long     |             | PCF         | 363          | 9,73         |             |             |
| 2           | Guy Castagnol     |             | FN          | 874          | 23,43        | 831         | 22,18       |
| 2           | Catherine Mention |             | FN          | 874          | 23,43        | 831         | 22,18       |
| 3           | Marie Berthoumieu |             | DVD         | 857          | 22,97        | 965         | 25,76       |
| 3           | Luc Jubert        |             | DVD         | 857          | 22,97        | 965         | 25,76       |
| 4           | Caroline Mey-Fau  |             | PS          | 1 637        | 43,88        | 1 950       | 52,06       |
| 4           | Maxime Verdier    |             | PS          | 1 637        | 43,88        | 1 950       | 52,06       |
|             |                   |             |             |              |              |             |             |
| Inscrits    | Inscrits          | Inscrits    | Inscrits    | 6 729        | 100,00       | 6 729       | 100,00      |
| Abstentions | Abstentions       | Abstentions | Abstentions | 2 689        | 39,96        | 2 685       | 39,9        |
| Votants     | Votants           | Votants     | Votants     | 4 040        | 60,04        | 4 044       | 60,1        |
| Blancs      | Blancs            | Blancs      | Blancs      | 174          | 4,31         | 198         | 4,9         |
| Nuls        | Nuls              | Nuls        | Nuls        | 135          | 3,34         | 100         | 2,47        |
| Exprimés    | Exprimés          | Exprimés    | Exprimés    | 3 731        | 92,35        | 3 746       | 92,63       |

### Canton de Lacapelle-Marival
| Candidats            | Candidats         | Partis      | Partis      | Premier tour | Premier tour | Second tour | Second tour |
| Candidats            | Candidats         | Partis      | Partis      | Voix         | %            | Voix        | %           |
| -------------------- | ----------------- | ----------- | ----------- | ------------ | ------------ | ----------- | ----------- |
| 1                    | Pascal Lewicki    |             | DVG         | 1 894        | 49,97        | 2 135       | 63,32       |
| 1                    | Catherine Prunet  |             | DVG         | 1 894        | 49,97        | 2 135       | 63,32       |
| 2                    | Michèle Copin     |             | FN          | 833          | 21,98        |             |             |
| 2                    | Richard Gapski    |             | FN          | 833          | 21,98        |             |             |
| 3                    | Serge Despeyroux* |             | PG          | 1 063        | 28,05        | 1 237       | 36,68       |
| 3                    | Éliane Lavergne   |             | PG          | 1 063        | 28,05        | 1 237       | 36,68       |
|                      |                   |             |             |              |              |             |             |
| Inscrits             | Inscrits          | Inscrits    | Inscrits    | 7 158        | 100,00       | 7 158       | 100,00      |
| Abstentions          | Abstentions       | Abstentions | Abstentions | 2 718        | 37,97        | 2 995       | 41,84       |
| Votants              | Votants           | Votants     | Votants     | 4 440        | 62,03        | 4 163       | 58,16       |
| Blancs               | Blancs            | Blancs      | Blancs      | 319          | 7,18         | 433         | 10,4        |
| Nuls                 | Nuls              | Nuls        | Nuls        | 331          | 7,45         | 358         | 8,6         |
| Exprimés             | Exprimés          | Exprimés    | Exprimés    | 3 790        | 85,36        | 3 372       | 81          |
| * conseiller sortant |                   |             |             |              |              |             |             |

### Canton de Luzech
| Candidats            | Candidats            | Partis      | Partis      | Premier tour | Premier tour | Second tour | Second tour |
| Candidats            | Candidats            | Partis      | Partis      | Voix         | %            | Voix        | %           |
| -------------------- | -------------------- | ----------- | ----------- | ------------ | ------------ | ----------- | ----------- |
| 1                    | Marc Gastal*         |             | DVG         | 2 247        | 47,38        | 2 813       | 66,09       |
| 1                    | Maryse Maury         |             | PRG         | 2 247        | 47,38        | 2 813       | 66,09       |
| 2                    | Bernard Borredon     |             | UDI         | 999          | 21,06        | 1 443       | 33,91       |
| 2                    | Marie-France Carle   |             | UDI         | 999          | 21,06        | 1 443       | 33,91       |
| 3                    | Véronique Bouet      |             | FG          | 592          | 12,48        |             |             |
| 3                    | Jean-Pierre Jousseau |             | PCF         | 592          | 12,48        |             |             |
| 4                    | Mariam Mandou        |             | FN          | 905          | 19,08        |             |             |
| 4                    | Philippe Vanneste    |             | FN          | 905          | 19,08        |             |             |
|                      |                      |             |             |              |              |             |             |
| Inscrits             | Inscrits             | Inscrits    | Inscrits    | 8 141        | 100,00       | 8 141       | 100,00      |
| Abstentions          | Abstentions          | Abstentions | Abstentions | 3 094        | 38,01        | 3 391       | 41,65       |
| Votants              | Votants              | Votants     | Votants     | 5 047        | 61,99        | 4 750       | 58,35       |
| Blancs               | Blancs               | Blancs      | Blancs      | 168          | 3,33         | 291         | 6,13        |
| Nuls                 | Nuls                 | Nuls        | Nuls        | 136          | 2,69         | 203         | 4,27        |
| Exprimés             | Exprimés             | Exprimés    | Exprimés    | 4 743        | 93,98        | 4 256       | 89,6        |
| * conseiller sortant |                      |             |             |              |              |             |             |

### Canton des Marches du Sud-Quercy
| Candidats            | Candidats           | Partis      | Partis      | Premier tour | Premier tour | Second tour | Second tour |
| Candidats            | Candidats           | Partis      | Partis      | Voix         | %            | Voix        | %           |
| -------------------- | ------------------- | ----------- | ----------- | ------------ | ------------ | ----------- | ----------- |
| 1                    | Christian Bousquet  |             | PCF         | 900          | 16,17        |             |             |
| 1                    | Fiona Mauduit       |             | PCF         | 900          | 16,17        |             |             |
| 2                    | Jean-Claude Bessou* |             | PRG         | 2 343        | 42,09        | 3 636       | 69,24       |
| 2                    | Catherine Marlas    |             | PS          | 2 343        | 42,09        | 3 636       | 69,24       |
| 3                    | Catherine Boudet    |             | DVD         | 1 123        | 20,18        |             |             |
| 3                    | Martial Rives       |             | DVD         | 1 123        | 20,18        |             |             |
| 4                    | Audrey Fargis       |             | FN          | 1 200        | 21,56        | 1 615       | 30,76       |
| 4                    | René Mabire         |             | FN          | 1 200        | 21,56        | 1 615       | 30,76       |
|                      |                     |             |             |              |              |             |             |
| Inscrits             | Inscrits            | Inscrits    | Inscrits    | 9 511        | 100,00       | 9 511       | 100,00      |
| Abstentions          | Abstentions         | Abstentions | Abstentions | 3 557        | 37,4         | 3 522       | 37,03       |
| Votants              | Votants             | Votants     | Votants     | 5 954        | 62,6         | 5 989       | 62,97       |
| Blancs               | Blancs              | Blancs      | Blancs      | 259          | 4,35         | 460         | 7,68        |
| Nuls                 | Nuls                | Nuls        | Nuls        | 129          | 2,17         | 278         | 4,64        |
| Exprimés             | Exprimés            | Exprimés    | Exprimés    | 5 566        | 93,48        | 5 251       | 87,68       |
| * conseiller sortant |                     |             |             |              |              |             |             |

### Canton de Martel
| Candidats            | Candidats                  | Partis      | Partis      | Premier tour | Premier tour | Second tour | Second tour |
| Candidats            | Candidats                  | Partis      | Partis      | Voix         | %            | Voix        | %           |
| -------------------- | -------------------------- | ----------- | ----------- | ------------ | ------------ | ----------- | ----------- |
| 1                    | Christian Delrieu*         |             | DVD         | 2 061        | 42,46        | 2 638       | 56,76       |
| 1                    | Michèle Fournier-Bourgeade |             | DVD         | 2 061        | 42,46        | 2 638       | 56,76       |
| 2                    | Marielle Alary             |             | PS          | 1 427        | 29,40        | 2 010       | 43,24       |
| 2                    | Jean-Philippe Pageot       |             | PS          | 1 427        | 29,40        | 2 010       | 43,24       |
| 3                    | Thierry Grossemy           |             | PG          | 555          | 11,43        |             |             |
| 3                    | Nathalie Vergnes           |             | PG          | 555          | 11,43        |             |             |
| 4                    | Romain Garnier             |             | FN          | 811          | 16,71        |             |             |
| 4                    | Réjane Wild                |             | FN          | 811          | 16,71        |             |             |
|                      |                            |             |             |              |              |             |             |
| Inscrits             | Inscrits                   | Inscrits    | Inscrits    | 8 114        | 100,00       | 8 114       | 100,00      |
| Abstentions          | Abstentions                | Abstentions | Abstentions | 2 928        | 36,09        | 2 978       | 36,7        |
| Votants              | Votants                    | Votants     | Votants     | 5 186        | 63,91        | 5 136       | 63,3        |
| Blancs               | Blancs                     | Blancs      | Blancs      | 197          | 3,8          | 295         | 5,74        |
| Nuls                 | Nuls                       | Nuls        | Nuls        | 135          | 2,6          | 193         | 3,76        |
| Exprimés             | Exprimés                   | Exprimés    | Exprimés    | 4 854        | 93,6         | 4 648       | 90,5        |
| * conseiller sortant |                            |             |             |              |              |             |             |

### Canton de Puy-l'Évêque
| Candidats            | Candidats          | Partis      | Partis      | Premier tour | Premier tour |
| Candidats            | Candidats          | Partis      | Partis      | Voix         | %            |
| -------------------- | ------------------ | ----------- | ----------- | ------------ | ------------ |
| 1                    | Monique Cary       |             | SE          | 347          | 7,37         |
| 1                    | Claude Mirandola   |             | SE          | 347          | 7,37         |
| 2                    | Nathalie Chalut    |             | FG          | 623          | 13,24        |
| 2                    | Thierry Simon      |             | EÉLV        | 623          | 13,24        |
| 3                    | Serge Bladinières* |             | PRG         | 2 377        | 50,51        |
| 3                    | Véronique Chassain |             | PRG         | 2 377        | 50,51        |
| 4                    | Virginie Castagnol |             | FN          | 1 359        | 28,88        |
| 4                    | Emmanuel Crenne    |             | FN          | 1 359        | 28,88        |
|                      |                    |             |             |              |              |
| Inscrits             | Inscrits           | Inscrits    | Inscrits    | 8 949        | 100,00       |
| Abstentions          | Abstentions        | Abstentions | Abstentions | 3 747        | 41,87        |
| Votants              | Votants            | Votants     | Votants     | 5 202        | 58,13        |
| Blancs               | Blancs             | Blancs      | Blancs      | 335          | 6,44         |
| Nuls                 | Nuls               | Nuls        | Nuls        | 161          | 3,09         |
| Exprimés             | Exprimés           | Exprimés    | Exprimés    | 4 706        | 90,47        |
| * conseiller sortant |                    |             |             |              |              |

### Canton de Saint-Céré
| Candidats   | Candidats          | Partis      | Partis      | Premier tour | Premier tour | Second tour | Second tour |
| Candidats   | Candidats          | Partis      | Partis      | Voix         | %            | Voix        | %           |
| ----------- | ------------------ | ----------- | ----------- | ------------ | ------------ | ----------- | ----------- |
| 1           | Alain Gerboles     |             | FN          | 528          | 11,90        |             |             |
| 1           | Étiennette Ruiz    |             | FN          | 528          | 11,90        |             |             |
| 2           | Claude Nastorg     |             | PCF         | 405          | 9,13         |             |             |
| 2           | Danielle Plaze     |             | PCF         | 405          | 9,13         |             |             |
| 3           | Jean-Pierre Boudou |             | UMP         | 1 368        | 30,82        | 2 053       | 46,84       |
| 3           | Monique Martignac  |             | UMP         | 1 368        | 30,82        | 2 053       | 46,84       |
| 4           | Dominique Bizat    |             | DVG         | 1 371        | 30,89        | 2 330       | 53,16       |
| 4           | Olivier Desbordes  |             | PS          | 1 371        | 30,89        | 2 330       | 53,16       |
| 5           | Michelle Bargues   |             | DVG         | 766          | 17,26        |             |             |
| 5           | Antoine Beco       |             | DVG         | 766          | 17,26        |             |             |
|             |                    |             |             |              |              |             |             |
| Inscrits    | Inscrits           | Inscrits    | Inscrits    | 7 606        | 100,00       | 7 608       | 100,00      |
| Abstentions | Abstentions        | Abstentions | Abstentions | 2 936        | 38,6         | 2 865       | 37,66       |
| Votants     | Votants            | Votants     | Votants     | 4 670        | 61,4         | 4 743       | 62,34       |
| Blancs      | Blancs             | Blancs      | Blancs      | 150          | 3,21         | 214         | 4,51        |
| Nuls        | Nuls               | Nuls        | Nuls        | 82           | 1,76         | 146         | 3,08        |
| Exprimés    | Exprimés           | Exprimés    | Exprimés    | 4 438        | 95,03        | 4 383       | 92,41       |

### Canton de Souillac
| Candidats   | Candidats         | Partis      | Partis      | Premier tour | Premier tour | Second tour | Second tour |
| Candidats   | Candidats         | Partis      | Partis      | Voix         | %            | Voix        | %           |
| ----------- | ----------------- | ----------- | ----------- | ------------ | ------------ | ----------- | ----------- |
| 1           | Yves Bialgues     |             | PCF         | 848          | 19,70        |             |             |
| 1           | Éliane Nayrac     |             | FG          | 848          | 19,70        |             |             |
| 2           | Raymond Bellat    |             | FN          | 911          | 21,17        | 1 090       | 26,49       |
| 2           | Amélie Zeller     |             | FN          | 911          | 21,17        | 1 090       | 26,49       |
| 3           | Monique Boutinaud |             | DVG         | 2 026        | 47,07        | 3 024       | 73,51       |
| 3           | Gilles Liebus     |             | DVG         | 2 026        | 47,07        | 3 024       | 73,51       |
| 4           | Carole Leduc      |             | DVD         | 519          | 12,06        |             |             |
| 4           | Stéphane Roby     |             | DVD         | 519          | 12,06        |             |             |
|             |                   |             |             |              |              |             |             |
| Inscrits    | Inscrits          | Inscrits    | Inscrits    | 8 111        | 100,00       | 8 111       | 100,00      |
| Abstentions | Abstentions       | Abstentions | Abstentions | 3 407        | 42           | 3 394       | 41,84       |
| Votants     | Votants           | Votants     | Votants     | 4 704        | 58           | 4 717       | 58,16       |
| Blancs      | Blancs            | Blancs      | Blancs      | 256          | 5,44         | 391         | 8,29        |
| Nuls        | Nuls              | Nuls        | Nuls        | 144          | 3,06         | 212         | 4,49        |
| Exprimés    | Exprimés          | Exprimés    | Exprimés    | 4 304        | 91,5         | 4 114       | 87,22       |